# Klepu (Ceper)
Klepu is een bestuurslaag in het regentschap Klaten van de provincie Midden-Java, Indonesië. Klepu telt 5233 inwoners (volkstelling 2010).